# Artabotrys macrophyllus
Artabotrys macrophyllus este o specie de plante angiosperme din genul Artabotrys, familia Annonaceae, descrisă de Joseph Dalton Hooker. Conform Catalogue of Life specia Artabotrys macrophyllus nu are subspecii cunoscute.